# Silene orientalimongolica
Silene orientalimongolica är en nejlikväxtart som beskrevs av Yury Pavlovich Kozhevnikov. Silene orientalimongolica ingår i släktet glimmar, och familjen nejlikväxter. Inga underarter finns listade i Catalogue of Life.